# Канаш (Кемеровская область)
Канаш — село в Прокопьевском районе Кемеровской области. Входит в состав Трудармейского сельского поселения.

## География
Центральная часть населённого пункта расположена на высоте 554 метров над уровнем моря.

## Население
По данным Всероссийской переписи населения 2010 года, в селе Канаш проживает 41 человек (18 мужчин, 23 женщины).